# Apidéa (Laconie)
Apidéa, en grec moderne : Απιδέα, est un village du dème de l'Eurotas, district régional de Laconie, en Grèce.
Selon le recensement de 2011, la population du village s'élève à 499 habitants.